# Ardsley Motor Car Company
Ardsley Motor Car Company war ein US-amerikanischer Hersteller von Automobilen.

## Unternehmensgeschichte
Frederik P. Fuller und A. Everett Hunt jr. gründeten 1904 das Unternehmen. Der Sitz war in Yonkers im US-Bundesstaat New York. 1905 begann die Produktion von Automobilen. Der Markenname lautete Ardsley. William S. Howard war der Designer. Am 7. Januar 1905 berichtete eine Zeitung, dass sich 25 Fahrzeuge in der Fertigung befinden und darauf 50 weitere folgen würden. Ende 1906 endete die Produktion. Am 16. Mai 1907 wurde das Unternehmen aufgelöst. Eine Quelle meint, dass es bei diesen 75 Fahrzeugen blieb.

## Fahrzeuge
Im Angebot stand nur ein Modell. Es hatte einen Vierzylindermotor mit 35/40 PS Leistung. Die Motorleistung wurde über ein Dreiganggetriebe und Kardanantrieb an die Hinterachse übertragen. Der Radstand betrug 254 cm. Einzige Aufbauform war ein Roi-des-Belges-Tourenwagen.